# William Strunk
William Strunk, Jr. (Cincinnati, 1º luglio 1869 – 26 settembre 1946) è stato un professore di inglese presso la Cornell University e autore di The Elements of Style (1918), opera che divenne, dopo la revisione e l'ampliamento del suo ex studente E. B. White, una guida all'uso della lingua inglese di grande influenza nel corso del tardo XX secolo, comunemente chiamata Strunk & White.